# Acriflavina
Acriflavina és un antisèptic tòpic. Presenta la forma d'una pols de color taronja o marró. És perjudicial per als ulls o si s'inhala. És un tint que taca la pell i la pot irritar. Les preparacions comercials sovint són una mescla amb el seu derivat, la proflavina. Té molts noms comercials.
L'acriflavina es va desenvolupar l'any 1912 pel metge alemany Paul Ehrlich i es va utilitzar durant la Primera Guerra Mundial contra la tripanosomosi africana (malaltia de la son). És un derivat de l'acridina. També es fa servir l'acriflavina pel tractament extern de les infeccions fúngiques en els peixos d'aquaris. Recentment s'ha demostrat que l'acriflavina té activitat anticàncer.